# Gaston (South Carolina)
Gaston is een plaats (town) in de Amerikaanse staat South Carolina, en valt bestuurlijk gezien onder Lexington County.

## Demografie
Bij de volkstelling in 2000 werd het aantal inwoners vastgesteld op 1304.
In 2006 is het aantal inwoners door het United States Census Bureau geschat op 1393, een stijging van 89 (6,8%).

## Geografie
Volgens het United States Census Bureau beslaat de plaats een oppervlakte van
8,9 km², geheel bestaande uit land. Gaston ligt op ongeveer 152 m boven zeeniveau.

## Plaatsen in de nabije omgeving
De onderstaande figuur toont nabijgelegen plaatsen in een straal van 20 km rond Gaston.